# Kathedrale von Middlesbrough

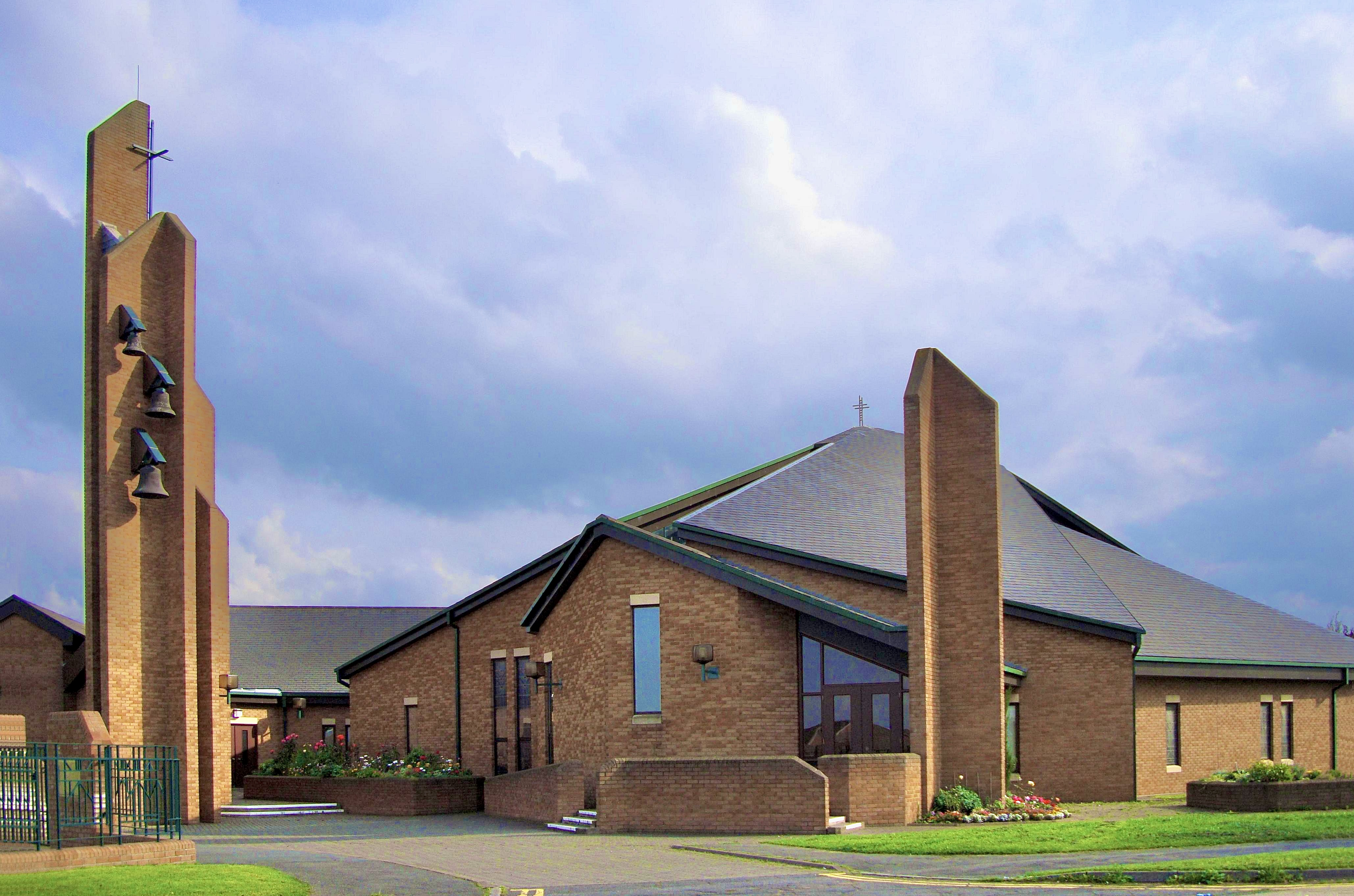
Kathedrale von Middlesbrough

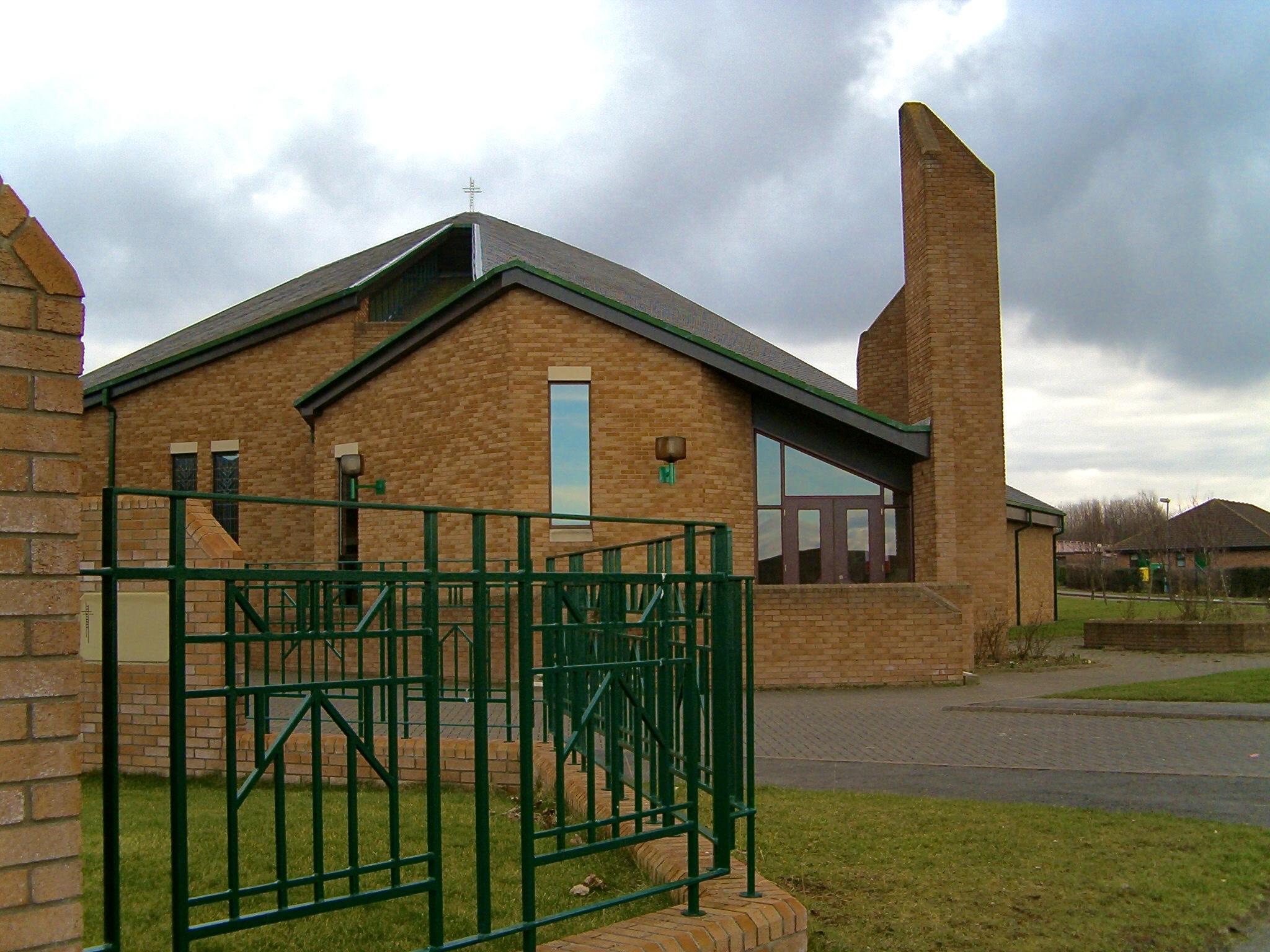
Frontansicht

Die Kathedrale von Middlesbrough (Cathedral Church of St Mary the Virgin) im Stadtteil Coulby Newham der nordenglischen Stadt Middlesbrough ist die Bischofskirche des römisch-katholischen Bistums Middlesbrough. Sie wurde nach einem Entwurf von Frank Swainston ab 1985 erbaut und am 15. Mai 1988 durch Bischof Augustine Harris geweiht.

## Geschichte
Für den 1878 errichteten Bischofssitz in der damals bedeutenden Industriestadt Middlesbrough war ab 1876 im Stadtzentrum eine neugotische Kathedrale erbaut worden. Der Strukturwandel führte zum Wegzug der meisten Gemeindemitglieder. 1976 beschloss die Diözese einen Kathedralneubau im rasch wachsenden südlichen Stadtteil Coulby Newham. Der Grundstein wurde nach langen Planungen am 3. November 1985 gelegt.
Die alte Bischofskirche, seitdem Konkathedrale, fiel im Mai 2000 einem Brand zum Opfer.

## Architektur und Ausstattung
Die Marienkathedrale ist ein unregelmäßiges Polygon mit einem mehrfach verschachtelten flachen Zeltdach. Am freistehenden schlanken Glockenturm ist das Geläut offen aufgehängt. Architektur und Innengestaltung sind nach den ekklesiologischen und liturgischen Vorgaben des Zweiten Vatikanischen Konzils konzipiert.

## Orgel
Die Orgel wurde 1987 von dem belgischen Unternehmen Orgelbau Schumacher aus Eupen erbaut. Das Instrument steht frei im Raum, rechts des Altars. Es hat 14 Register auf zwei Manualen und Pedal. Die Spiel- und Registertrakturen sind mechanisch.
| I Hauptwerk C–g3 |               |        |
| 1.               | Open Diapason | 8′     |
| 2.               | Chimney Flute | 8′     |
| 3.               | Principal     | 4′     |
| 4.               | Nazard        | 2 1⁄3′ |
| 5.               | Fifteenth     | 2′     |
| 6.               | Tierce        | 1 3⁄5′ |
| 7.               | Mixture III   |        |
| 8.               | Trumpet       | 8′     |

| II Brustwerk C–g3 |                  |    |
| 9.                | Stopped Diapason | 8′ |
| 10.               | Salicional       | 8′ |
| 11.               | Chimney Flute    | 4′ |
| 12.               | Principal        | 2′ |
| 13.               | Cornet II        |    |
|                   | Tremulant        |    |

| Pedalwerk C–f1 |         |     |
| 14.            | Subbass | 16′ |
| 15.            | Flute   | 8′  |
| 16.            | Fagot   | 16′ |